# دنیاگیری آنفولانزا ۱۹۷۷ روسیه
آنفولانزای ۱۹۷۷ روسیه یک بیماری همه‌گیر آنفولانزا بود که اولین بار توسط اتحاد جماهیر شوروی در سال ۱۹۷۷ گزارش شد و تا سال ۱۹۷۹ ادامه داشت. شیوع در شمال چین در می ۱۹۷۷، کمی زودتر از شوروی شروع شد. این بیماری همه‌گیر بیشتر جمعیتی کمتر از ۲۵ یا ۲۶ سال را تحت تأثیر قرار می‌دهد و خفیف توصیف می‌شود.

## تاریخچه شیوع
شیوع آنفولانزا ابتدا در ماه مه ۱۹۷۷، از شمال چین، لیائونینگ، جیلین و تیانجین شروع شد.
این سویه توسط محققان چینی شناسایی و مشخص شد که H1N1 است، که بیشتر دانش‌آموزان مدارس راهنمایی و ابتدایی که نسبت به ویروس H1N1 ایمنی نداشتند واکسیناسیونیم نشده بودند را مبتلا نمود.
در ۱۹۷۷، آنفولانزای روسی بریتانیا را درگیر نمود. این ویروس در ژانویه ۱۹۷۸ به ایالات متحده آمریکا رسید. اولین شیوع در ایالات متحده در دبیرستانی در شاین گزارش شد، جایی که نرخ حمله بالینی بیش از ۷۰٪ بود اما فقط دانش آموزان را درگیر می‌کرد. با وجود اینکه عفونت در مدارس و پایگاه‌های نظامی در سراسر ایالات متحده مشاهده شد، گزارش‌های کمی از عفونت در افراد بالای ۲۶ سال وجود داشت و میزان مرگ و میر در افراد مبتلا پایین بود.